# Dhauti
Dhauti (Sanskrit f. dhautī „Reinigung“) ist eine der sechs Hauptreinigungsübungen des Hatha Yogas, der Shatkriyas. Allerdings handelt es sich hierbei um einen ganzen Praxiskomplex zur Reinigung vor allem des oberen Verdauungskanals. Manchmal wird die Spülung des gesamten Verdauungstraktes Shankprakshalana auch zu Dhauti gezählt (Varisara-Dhauti). Hauptsächlich unterscheidet man aber zwischen:
Reinigungspraktiken des Mundes
- Jihva Dhauti – Reinigung der Zunge mit Hilfe eines Zungenschabers.
- Gandusha – Spülung des Mundes mit Sesamöl für etwa 10–15 Minuten.
- Danta Dhauti – Reinigung der Zähne mit einem Neem-Stäbchen oder einer Zahnbürste.

Die Praktiken werden nacheinander in der hier angegebenen Reihenfolge vorzugsweise täglich geübt.
Reinigungspraktiken der Speiseröhre und des Magens
- Hrid Dhauti oder Vastra Dhauti – Verschlucken und langsames Wiederherausziehen einer Mullbinde.
- Vamana Dhauti oder Kunjal Kriya (Sanskrit, von kunjara „Elefant“) – Magenspülung durch Schlucken von einem bis zwei Litern Wasser und anschließendes Erbrechen.

Diese Praktiken werden einzeln oder nacheinander geübt, wobei die Häufigkeit von täglich bis einmal wöchentlich variieren kann.
Eine weniger gebräuchliche Methode ist Vata-Sara-Dhauti, bei der Luft durch den schnabelförmig gespitzten Mund eingesaugt wird. Die Luft im Magen wird anschließend durch den Anus herausgepresst.
Wie bei allen anderen Übungen gilt auch hier, dass die Praktiken des Dhauti nur unter fachkundiger Anleitung eines erfahrenen Yogalehrers geübt werden sollten. Auch die Beratung mit einem Facharzt ist vor der Ausübung sehr zu empfehlen.